# Gallo (Tunesien)
Gallo (ital. für Hahn; arabisch القالو, DMG al-Qālū oder الديك / ad-Dīk / ‚der Hahn‘) ist eine unbewohnte tunesische Felseninsel im Mittelmeer. Sie gehört zu den Galite-Inseln und ist die größte und höchste Insel der Gruppe Galitons de l’Est (Les Chiens).

## Geografie
Gallo besteht aus einem einzigen, ca. 8,52 Hektar großen und knapp 120 m aus dem Meer aufragenden Felsen und fällt zum Wasser hin steil ab. Bemerkenswert ist eine fast 100 m lange Einbuchtung an der Nordostseite, die fast bis zur Inselmitte reicht. Gallo liegt 240 m nordöstlich des deutlich kleineren Felsens Pollastro und 650 m nordöstlich des etwa halb so großen Felsens Gallina. Zusammen bilden die Felsen die Galitons de l’Est, die zu den Galite-Inseln gehören. Gallo liegt ca. 1,9 km nordöstlich deren Hauptinsel La Galite. Etwa 42 km in südöstlicher Richtung befindet sich das tunesische Festland.
Knapp 100 m vor der Nordwestküste Gallos befindet sich ein Felsen mit den Ausmaßen 54 × 19 m. Dessen nördliche Spitze bei 37° 33′ 40″ N, 8° 57′ 16″ O ist der nördlichste Landpunkt der Galitons de l’Est, der Galite-Inseln, Tunesiens sowie ganz Afrikas. Da der Felsen jedoch nicht benannt ist, gilt Gallo als nördlichster benannter häufig auch als nördlichster Punkt des afrikanischen Kontinents überhaupt. Die Insel liegt in etwa auf gleicher Höhe wie Sevilla, Catania oder Sparta.